# 中野村 (富山県)
中野村（なかのむら）は、かつて富山県東礪波郡にあった村。現在の砺波市南部の中野地区である。

## 沿革
- 1889年（明治22年）4月1日 - 町村制の施行により、礪波郡上中野村、中野新村、中野出村、畑野新村及び新明村がの区域をもって、礪波郡中野村が発足する。
- 1896年（明治29年）3月29日 - 郡制の施行のため、礪波郡が分割して、東礪波郡が発足により、東礪波郡に所属となる。
- 1913年（大正2年） - 上中野が中野と改称[3]。
- 1952年（昭和27年）4月1日 - 東礪波郡出町、油田村、中野村、庄下村、五鹿屋村及び林村が合併して、東礪波郡砺波町が発足する。